# Asymbolus occiduus
Asymbolus occiduus  (лат.) — один из видов рода австралийских пятнистых кошачьих акул (Asymbolus), семейство кошачьих акул (Scyliorhinidae).

## Ареал
Это малоизученный глубоководный вид, обитающий в восточной части Индийского океана у берегов Австралии от Фаулерс-Бей до Перта. Встречается на континентальном шельфе на глубине от 98 до 400 м.

## Описание
Окрас бледного желтовато-зелёного цвета, спина покрыта отчётливыми чёрно-коричневыми пятнами. Под глазами имеются тёмные пятна. Туловище узкое, морда сравнительно короткая. Длинный хвостовой плавник, спинные и брюшные плавники маленькие, основание анальных плавников длиннее расстояния между брюшными и анальными плавниками. Зубы имеют 5 заострённых окончаний.

## Биология
Достигает длины 60,1 см. У самцов половая зрелость наступает при достижении длины 58 см. Размножается, откладывая яйца.

## Взаимодействие с человеком
Глубоководная рыбная ловля в местах обитания этих акул не ведётся. Международный союз охраны природы оценил статус сохранности данного вида как «Вызывающий наименьшие опасения».